# Droga wojewódzka nr 291
Droga wojewódzka nr 291 (DW291) – droga wojewódzka łącząca stację kolejową w Otłoczynie z drogą krajową nr 91 (dawniej nr 1).
Przy drodze Leśnictwo Otłoczyn, a przy stacji budynki komory celnej i budynki urzędników z 1862 roku. Wówczas stacja graniczna zaboru pruskiego i rosyjskiego – Drogi żelaznej Warszawa-Bydgoszcz. Po drugiej stronie granicy słynna stacja kolejowa Aleksandrowo, wybudowana z przepychem na miarę wielkości imperium carskiego – dzisiaj miasto Aleksandrów Kujawski. Po obu stronach drogi na całej długości lasy otłoczyńskie.